# من، واکیا
من، واکیا (اسپانیایی: Yo, el Vaquilla‎) یک فیلم اسپانیایی کینکی محصول ۱۹۸۵ به کارگردانی «خوزه آنتونیو دِ لا لوما» است که زندگی بزهکار نوجوان «خوان خوزه مورنو کوئنکا» (مشهور به «واکیا») را روایت می‌کند.

## گزیدهٔ بازیگران
- رائول گارسیا لوسادا
- کارمن د لیریو
- فرانک برانیا
- مارتا فلورس